# Tim Young (Eishockeyspieler)
Timothy Michael „Tim“ Young (* 22. Februar 1955 in Scarborough, Ontario) ist ein ehemaliger kanadischer Eishockeyspieler, der im Verlauf seiner aktiven Karriere zwischen 1973 und 1985 unter anderem 664 Spiele für die Minnesota North Stars, Winnipeg Jets und Philadelphia Flyers in der National Hockey League (NHL) auf der Position des Centers bestritten hat. Young vertrat die Minnesota North Stars im Jahr 1977 beim NHL All-Star Game und war in der Saison 1981/82 der zehnte Mannschaftskapitän der Franchise-Geschichte.

## Karriere
Young begann seine Juniorenkarriere bei den Pembroke Lumber Kings, für die er in der Saison 1972/73 in der Central Junior A Hockey League (CJHL) aktiv war. Von 1973 bis 1975 spielte er für die Ottawa 67’s in der höherklassigen Ontario Hockey Association (OHA) bzw. Ontario Major Junior Hockey League (OMJHL). Während seiner Zeit in Ottawa wurden zahlreiche Profiteams auf den talentierten Angreifer aufmerksam. Zunächst wurde er im WHA Amateur Draft 1974 in der ersten Runde als insgesamt 13. Spieler von den New England Whalers aus der World Hockey Association (WHA) und ein Jahr später im NHL Amateur Draft 1975 in der ersten Runde als insgesamt 16. Spieler von den Los Angeles Kings aus der mit der WHA konkurrierenden National Hockey League (NHL) ausgewählt. In insgesamt 151 Einsätzen für die Ottawa 67’s verbuchte der Stürmer 281 Scorerpunkte.
Da die Los Angeles Kings wenige Tage nach dem Amateur Draft 1975 mit Marcel Dionne einen Stürmer unter Vertrag nahmen, sah Young seine Chancen auf einen Kaderplatz für die Saison 1975/76 massiv gefährdet und erbat daher einen Transfer. Im August 1975 schickten die LA Kings das Talent daher im Tausch gegen ein Zweitrunden-Wahlrecht im NHL Amateur Draft 1976 zu den Minnesota North Stars. Zwar kam er dort zum Beginn der Spielzeit zunächst beim Farmteam New Haven Nighthawks in der American Hockey League (AHL), lief jedoch ab Mitte November 1975 für die North Stars auf und avancierte schnell zum Stamm- und Führungsspieler. Als Vertreter der Organisation nahm er im Jahr 1977 am NHL All-Star Game teil und wurde für die Saison 1981/82 der zehnte Mannschaftskapitän der Franchise-Geschichte. Im August 1983 endete Youngs Zeit bei den North Stars nach acht Jahren, als er im Tausch für Craig Levie und Nachwuchsspieler Tom Ward an die Winnipeg Jets abgegeben wurde.
Bei den Jets verbrachte der Angreifer jedoch nur die Saison 1983/84, in der er in insgesamt 45 Spielen 15 Tore und 20 Vorlagen erzielte. Aufgrund einer Rückenverletzung fiel er jedoch zwischen Januar und März 1984 zwei Monate lang aus. Im Oktober 1984 erfolgte ein erneutes Transfergeschäft, dass ihn im Tausch gegen anderweitige, nicht näher genannte Leistungen für die Spielzeit 1984/85 zu den Philadelphia Flyers brachte. Dort bestritt er das Spieljahr pendelnd zwischen dem NHL-Kader Philadelphias sowie dem Kader des Farmteams Hershey Bears in der AHL, ehe er seine Karriere im Alter von 30 Jahren im Sommer 1985 beendete.

## Erfolge und Auszeichnungen
- 1975 OMJHL Third All-Star Team
- 1977 Teilnahme am NHL All-Star Game

## Karrierestatistik
(Legende zur Spielerstatistik: Sp oder GP = absolvierte Spiele; T oder G = erzielte Tore; V oder A = erzielte Assists; Pkt oder Pts = erzielte Scorerpunkte; SM oder PIM = erhaltene Strafminuten; +/− = Plus/Minus-Bilanz; PP = erzielte Überzahltore; SH = erzielte Unterzahltore; GW = erzielte Siegtore; 1 Play-downs/Relegation; Kursiv: Statistik nicht vollständig)